# 笠島尚樹
笠島 尚樹（かさしま なおき、2002年12月7日 - ）は、福井県鯖江市出身のプロ野球選手（投手）。右投右打。くふうハヤテベンチャーズ静岡所属。NPBでは育成選手であった。

## 経歴
鯖江市鳥羽小学校3年の時に野球を始め、鯖江市中央中学校時代は鯖江ボーイズに所属し、3年時にはジャイアンツカップに出場している。
敦賀気比高等学校では1年春から公式戦に登板。1年夏と2年夏に甲子園大会に出場し、2年夏は3回戦に進出した。3年夏の福井県独自大会は、決勝の福井工大福井戦で先発し8回を4安打無失点に抑えたのを始め、計27回1/3を投げ、防御率2.30、28奪三振の成績でチームを3連覇に導いた。
2020年10月26日に行われたプロ野球ドラフト会議において、読売ジャイアンツより育成ドラフト3巡目で指名を受けた。敦賀気比からは笠島と長谷川信哉（埼玉西武から育成2巡目指名）の2名が指名を受けた。
育成枠での指名であったため指名直後は大学進学も視野に入れていたが、最終的にプロ入りを決断し、11月29日に支度金300万円、年俸360万円（金額は推定）で仮契約を結んだ。背番号は011。
プロ4年間で支配下登録されることはなく、2024年限りで戦力外通告を受けた。
12月16日、くふうハヤテベンチャーズ静岡に入団することが発表された。

## 選手としての特徴
最速151km/hのスリークォーター右腕。持ち球は直球、スライダー、カーブ、チェンジアップ。

## 詳細情報

### 年度別投手成績
- 一軍公式戦出場なし

### 背番号
- 011（2021年 - 2024年）
- 21（2025年 - ）

### 登場曲
- 「虹」AAA（2022年）